# Важни персони
„Важни персони“ (на френски: Les Bons Vivants) е френско-италианска комедия от 1965 г. на режисьорите Жорж Лотнер и Жил Гранжие. Премиерата на филма е на 28 октомври 1965 г.

## В ролите
| Актьор         | Роля           |
| -------------- | -------------- |
| Луи дьо Фюнес  | Леон Аудепем   |
| Бернар Блие    | Шарл Лабарже   |
| Мирей Дарк     | Мари Круше     |
| Жан Льофевър   | Леонард Мабуро |
| Жан Карме      | Пауло          |
| Франк Вила     | Марсел Фроме   |
| Бернадет Лафон | Софи           |